# 叙々苑
株式会社叙々苑（じょじょえん）は、東京都港区に本社を置く焼肉チェーン店「叙々苑」を運営する企業である。

## 概要
神奈川県横須賀市出身の在日朝鮮人である朴泰道（박태도 通名・新井泰道、1942年10月18日 - ）が1976年4月に六本木で創業した。社名は肉を焼く音からきている。
1960年代より六本木で朝鮮焼肉と言えば「東京園」が著名であった。「叙々苑」はその六本木7丁目の同じく外苑東通り沿いで狭小店舗からスタートし少しずつ客席を拡大し、バブル景気を境に急成長を始め今や都内を中心に直営店43店舗を運営し業界一位の売上げを誇る。価格は店舗によって異なり、郊外は主にファミリー向け、都心は高級志向が強い。特に高級志向の店舗は「游玄亭」という名前がつけられている。
サービスにも重点を置き、「食後の無料デザート」「帰る際に渡すにおい消しのガム」は叙々苑が発祥とされる。
首都圏に住む人にとって認知度は高く、特に六本木・麻布・赤坂・新宿・銀座などの都心の店舗は高級焼肉店の代名詞であり、全国ネットのテレビ・ラジオ番組などに出演の芸能人や著名人が叙々苑の事を話題にしている事も多い。2006年以降、大阪を皮切りに、全国の主要都市への出店を続けている。また創業～主に90年代にかけては、叙々苑からのれん分けされた同名の焼肉店がいくつかオープンしており、中には現在も営業を続けている店舗がある（のれん分け店舗は現・叙々苑とは資本関係にない）。
また、毎年5月頃に「叙々苑カップ芸能人ゴルフチャンピオン決定戦」を主催したり、東京ドームで行われる読売ジャイアンツ主催試合のうち、BS日テレでの中継があるときに看板をバックネットに貼っていることでも知られている。
看板等に使われる「叙々苑」の字は、建築家であり書道を趣味にしている爆笑問題・太田光の父が携わっていると太田が語っている。

## 沿革
- 1976年4月 - 創業（六本木本店開店）
- 1984年4月 - 株式会社叙々苑 設立
- 1988年7月 - 遊玄亭新宿開店
- 1991年4月 - 游玄亭西麻布本館開店
- 1992年7月 - 叙々苑第三ビル竣工
- 2002年11月 - イートイン&デリバリー麻布十番テイクアウトショップ開店
- 2004年4月 - 燦々亭春日部店開店
- 2006年4月 - 錦糸町東急ストア・デリカショップ開店
- 2006年12月21日 - 首都圏以外で初めて大阪に游玄亭ホテルニューオータニ大阪店をオープン。
- 2008年10月10日 - 中国地方で初めて広島に叙々苑広島福屋店(現:福屋広島八丁堀店)をオープン。
- 2009年4月23日 - 東海地方で初めて名古屋に叙々苑名古屋名駅店をオープン。
- 2013年12月13日 - 北海道地方で初めて札幌に叙々苑札幌すすきの店をオープン。
- 2014年7月16日 - 沖縄地方で初めて那覇に叙々苑沖縄おもろまち店をオープン。
- 2015年4月24日 - 北陸地方で初めて金沢に叙々苑金沢店をオープン。
- 2015年12月1日 - 東北地方で初めて仙台に叙々苑仙台国分町店をオープン。
- 2016年4月21日 - 九州地方で初めて福岡に叙々苑KITTE博多店をオープン[6]。
- 2019年5月21日 - 「叙々苑カップ芸能人ゴルフチャンピオン決定戦」が、第20回をもって終了となる。

## 叙々苑カップ芸能人ゴルフチャンピオン決定戦
2000年7月24日に、第1回大会が開催され毎年のように行われたが2019年5月21日の第20回大会をもって大会が終了した。
| 回数   | 日時           | 場所                                     | 優勝者       | ベストグロス         | 備考                                             |
| ------ | -------------- | ---------------------------------------- | ------------ | -------------------- | ------------------------------------------------ |
| 第1回  | 2000年7月24日  | 千葉県・ザ・プリビレッジゴルフクラブ     | 寺泉憲       | 舘ひろし、渡部絵美   |                                                  |
| 第2回  | 2001年10月22日 | 埼玉県・石坂ゴルフ倶楽部                 | 中嶋悟       | 中嶋悟               |                                                  |
| 第3回  | 2002年10月29日 | 千葉県・総成カントリー倶楽部             | 野口五郎     | 野口五郎             |                                                  |
| 第4回  | 2003年11月10日 | 千葉県・総成カントリー倶楽部             | 小林旭       | 小林旭               |                                                  |
| 第5回  | 2004年5月31日  | 千葉県・総成カントリー倶楽部             | 森洋子       | 松崎しげる           |                                                  |
| 第6回  | 2005年5月16日  | 千葉県・総成カントリー倶楽部             | 岩本恭生     | 岩本恭生             |                                                  |
| 第7回  | 2006年5月22日  | 千葉県・総成カントリー倶楽部             | 西岡徳馬     | 西岡徳馬             |                                                  |
| 第8回  | 2007年5月21日  | 千葉県・総成カントリー倶楽部             | ラサール石井 | 渡辺裕之             |                                                  |
| 第9回  | 2008年5月19日  | 千葉県・総成カントリー倶楽部             | 栗田貫一     | 栗田貫一             |                                                  |
| 第10回 | 2009年5月11日  | 千葉県・総成カントリー倶楽部             | 渡辺裕之     | 栗田貫一             | スペシャルゲスト 石川遼                          |
| 第11回 | 2010年5月24日  | 千葉県・総成カントリー倶楽部             | 石田純一     | 石田純一             | スペシャルゲスト 石川遼                          |
| 第12回 | 2011年5月23日  | 千葉県・総成カントリー倶楽部             | 浅茅陽子     | 渡辺裕之、藤田佳子   | スペシャルゲスト 池田勇太                        |
| 第13回 | 2012年5月28日  | 埼玉県・久邇カントリークラブ             | 河村隆一     | 藤田佳子             | 荒天のため前半ハーフまでで打ち切り               |
| 第14回 | 2013年6月10日  | 千葉県・レイクウッド総成カントリークラブ | 金子昇       | 梶原雄太、藤田佳子   | 場所は総成カントリー倶楽部から名称変更の同コース |
| 第15回 | 2014年6月9日   | 神奈川県・レイクウッドゴルフクラブ       | 清水圭       | 不明                 |                                                  |
| 第16回 | 2015年5月26日  | 神奈川県・レイクウッドゴルフクラブ       | ビートたけし | 渡辺裕之、藤田佳子   | ベストグロスは男子、女子別枠                     |
| 第17回 | 2016年5月24日  | 神奈川県・レイクウッドゴルフクラブ       | 里見浩太朗   | 石田純一             |                                                  |
| 第18回 | 2017年5月23日  | 神奈川県・レイクウッドゴルフクラブ       | 渡辺裕之     | 渡辺裕之、三枝こころ |                                                  |
| 第19回 | 2018年5月29日  | 神奈川県・レイクウッドゴルフクラブ       | 具志堅用高   | 渡辺裕之、阿部桃子   |                                                  |
| 第20回 | 2019年5月21日  | 神奈川県・レイクウッドゴルフクラブ       | 栗田貫一     | 栗田貫一、藤田よしこ | 今大会をもって最終回                             |

## 「黒毛和牛」不適正表示問題
インターネットやカタログで2004年11月から2007年3月にかけて計2,442セットを販売した焼き肉セット「うまさ極上黒毛和牛」のもも肉543kgに、約7割にあたる交雑種422kgを混入させた上で、もも肉を「ロース」と表示していたことが東京都による表示確認調査で発覚した。

## 不法就労者雇用問題
同社は1999年ごろまで、多数の外国人を不法に就労させていたが、同年中に全て解雇したとされる。
このとき解雇された者のうち、解雇後も叙々苑社長との親交の続いていた夫婦である男女2名が、別の店に移った後、2004年にその店の経営を引き継いだ際に、「叙々苑」の商号使用を直営店以外で唯一許された上、食材の提供も受けていた。
この夫婦は、不法就労のため、国に在留を認められなかったのは不当だとして、強制退去処分の取り消しなどを求め2008年4月6日提訴し、その過程において上記の実態が明らかとなった。
2009年3月27日、東京地裁において、裁判長・杉原則彦は「夫婦は長期間、身を粉にして働き、叙々苑社長から高い評価を受けて店の営業を許された。違法状態だったが、営業を継続する経済的価値は高く、すべてを失わせるのは酷だ」と指摘、請求を認める判決を下した。

## 逸話
- 叙々苑の（ロゴ）の文字は、叙々苑の内装をやっていた太田光の父で建築士の太田三郎が書いたとされる[9]。